# 이타주의
이타주의(利他主義, altruism) 또는 '이타성'은 나보다 남을 먼저 생각하는 주의로, 행동의 목적을 타인에 대한 행복에 둔다는 것으로, 남보다 자신의 이익을 먼저 생각하는 이기주의와 반대된다. altruism이라는 용어는 19세기 실증주의자 오귀스트 콩트가 만들었다.
이타주의는 많은 문화권에서 전통적인 미덕으로 받아들여지고 있으며 또한 다양한 종교에서 오래전부터 중요하게 여기는 덕목이기도 하다.
이타주의는 의무나 충성과는 달리 어떤 가치있는 것을 자기나 특정한 대상을 위한 것이 아니라 모두를 위해 제공하기 위한 동기를 말한다. 반면에 의무는 특정 대상에 대한 도덕적 의무에 포커스가 맞춰져 있다.
순수한 이타주의(pure altruism)는 자신이 아닌 남을 위해(직접적 혹은 간접적 이득이나 보상을 바라지 않고) 무언가(예를 들어, 시간, 에너지, 소유하고 있는 물건 등)를 희생하는 것이다.
'진정한 이타주의가 존재하는가?'에 관한 논쟁(debate)은 굉장히 빈번히 일어난다. 공유, 도움, 혹은 희생이라는 행동을 하는 사람은 개인적 만족감이라는 형태로 많은 보상을 받는 것이라는 점에서 심리학적 이기주의 이론(the theory of psychological egoism)에서는 보상이 없는 공유, 도움, 혹은 희생이라는 행동이 진정한 이타주의라고 정의한다. 이러한 주장의 타당성은 본질적인 보상(reward)이 혜택(benefit)인가 아닌가라는 애매모호한 경계의 구분에 달려있다. 또한편 이타주의라는 용어는 또한 '개인은 타인에게 혜택을 줘야 하는 도덕적 의무가 있다'라고 주장하는 윤리적인 원칙과 관련이 있다. 이러한 맥락에서 보았을 때, 이타주의는 이기주의와 상반된 그리고 동시에 상충되는 의미를 가지고 있다.

## 같이 보기
- 윤리학
- 이기주의
- 효율적 이타주의
- 상호이타주의
- 공격성